# Arílson
Arílson Gilberto da Costa, detto Arílson (Bento Gonçalves, 11 giugno 1973), è un ex calciatore brasiliano, di ruolo centrocampista.

## Caratteristiche tecniche
Gioca come centrocampista offensivo. È in grado di ricoprire il ruolo di trequartista o di esterno sinistro.

## Carriera

### Club
Cresciuto nell'Esportivo di Bento Gonçalves, passò al Grêmio di Luiz Felipe Scolari, con cui debuttò in Série A il 14 agosto 1994 contro il Bragantino. Alla sua prima stagione con la società di Porto Alegre assommò 13 incontri. Nella Série A 1995 Arílson scese in campo per 15 volte; inoltre, partecipò, nello stesso anno, alla vittoria in Coppa Libertadores 1995, presenziando in entrambi gli incontri della finale. Prese poi parte alla Coppa Intercontinentale 1995 persa ai rigori contro l'Ajax. In seguito a queste esperienze il Kaiserslautern, compagine tedesca: giocò 10 partite nella Bundesliga 1995-1996, senza andare mai a segno. Lasciata l'Europa, fece ritorno in Brasile, firmando per l'Internacional, squadra rivale del Grêmio. Con la nuova maglia disputò due annate, 1996 e 1997, totalizzando in entrambe 19 presenze e tre gol. Si trasferì poi al Palmeiras, con cui giocò una stagione discreta, vincendo Coppa del Brasile e Coppa Mercosur. Dopo un breve passaggio al Grêmio, nel 1999 passa al Real Valladolid, tentando dunque nuovamente una carriera in Europa. Con la compagine iberica gioca cinque partite, due da titolare e tre da sostituto, per un totale di 124 minuti. Nel 2000 partecipa alla Copa João Havelange con la casacca dell'América-MG, assommando 10 presenze. Nel 2001 viene ceduto all'Universidad de Chile, con cui scende in campo 23 volte. Tornato nuovamente in patria, milita in tre squadre (15 de Novembro, Portuguesa e Avaí) prima di trasferirsi in Arabia Saudita, all'Al-Ettifaq di Dammam, con cui gioca parte del campionato 2003-2004 prima trasferirsi, all'inizio di febbraio del 2004, all'Independiente Santa Fe, in Colombia.
 Nella formazione dalla maglia bianco-rossa debutta il 1º marzo contro il Millonarios. Proseguì la propria militanza nel club fino a luglio dello stesso anno, tornando poi al Grêmio. In seguito alla Série A 2004 Arílson, smessa la maglia del Grêmio, iniziò a giocare in squadre minori del calcio brasiliano, specialmente nello Stato di Santa Catarina e nel Rio Grande do Sul. Nel 2009 firmò un contratto con il Metropolitano, e successivamente con il 14 de Julho, nella seconda serie del Campionato Gaúcho, ove gli è stata assegnata la maglia numero 10. Nel 2011 è tornato all'attività con l'Imbituba.

### Nazionale
Arílson debuttò in Nazionale maggiore l'8 novembre 1995 contro l'Argentina, durante una partita amichevole, subentrando all'81º minuto a Túlio. Dopo aver giocato da titolare contro la Colombia il 20 dicembre, fu incluso da Zagallo nella lista dei convocati per la CONCACAF Gold Cup 1996, competizione cui la selezione brasiliana fu invitata. Arílson scese in campo il 12 gennaio contro il Canada, disputando tutto l'incontro. Presenziò poi contro Honduras, Stati Uniti e Messico, sempre figurando nell'undici iniziale. La sua ultima gara con il Brasile fu quella del 13 febbraio 1996 contro l'Ucraina.

## Palmarès

### Club

#### Competizioni nazionali
- Coppa del Brasile: 2

Grêmio: 1994
Palmeiras: 1998
- Campionato Gaúcho: 3

Grêmio: 1995, 1999
Internacional: 1997

#### Competizioni internazionali
- Coppa Libertadores: 1

Grêmio: 1995
- Coppa Mercosur: 1

Palmeiras: 1998